# Kommandosoldat
Kommandosoldat är en specialtränad soldat som används i krig för sabotageuppdrag bakom fiendens linjer. Exempel på uppdrag kan vara sprängning av broar, strömförsörjninginstallationer och drivmedelslager. 
I andra sammanhang kan kommandosoldater användas vid fritagning av gisslan och andra svåra uppdrag.